# Керивил (Тенеси)
Керивил (енгл. Caryville) град је у америчкој савезној држави Тенеси.

## Демографија
По попису из 2010. године број становника је 2.297, што је 54 (2,4%) становника више него 2000. године.
| Група             | 2000.         | 2010.         |
| Белци             | 2.137 (95,3%) | 2.221 (96,7%) |
| Афроамериканци    | 6 (0,3%)      | 0 (0,0%)      |
| Азијати           | 6 (0,3%)      | 7 (0,3%)      |
| Хиспаноамериканци | 56 (2,5%)     | 42 (1,8%)     |
| Укупно            | 2.243         | 2.297         |